# Memphis Depay
Memphis Depay (født 13. februar 1994) er en hollandsk professionel fodboldspiller, som seneste spillede for den brasilianske klub Corinthians, og Hollands landshold.

## Klubkarriere
Depay startede sin seniorkarriere hos PSV Eindhoven i Æresdivisionen. Han fik sin professionelle debut for klubben den 21. september 2011 i en pokalkamp mod VVSB Noordwijkerhout. Han har også spillet for Manchester United i England, Olympique Lyon i Frankrig og på nuværende tidspunkt, spiller han for stor klubben FC Barcelona I Spanien.
Med PSV vandt Depay i 2012 den hollandske pokalturnering.

## Landshold
Depay står (pr. juli 2021) noteret for 68 kampe og 28 scoringer for Hollands landshold, som han debuterede for 16. oktober 2013 i en VM-kvalifikationskamp på udebane mod Tyrkiet. Inden da havde han også repræsenteret sit land på adskillige U-landshold.
Depay var en del af den hollandske trup til VM i 2014 i Brasilien.

## Titler
Hollands pokalturnering
- 2012 med PSV Eindhoven